# Врачар (община)
Вра́чар (серб. Врачар) — община в Сербии, входит в округ Белград. По данным переписи 2022 года население общины составляет 55 406 человек.
Община Врачар занимает всего 291 гектар, самая маленькая из общин Белграда (и Сербии). Врачар — одна из трёх общин, составляющих самый центр Белграда, вместе с общинами Савски Венац и Стари Град. Во Врачаре самая высокая доля жителей с высшим образованием по сравнению со всеми другими сербскими общинами. Храм Святого Саввы, одна из самых известных достопримечательностей Белграда, расположена во Врачаре.
Врачар граничит с пятью другими муниципалитетами Белграда: Вождовац на юге, Звездара на востоке, Палилула на северо-востоке, Стари Град на севере и Савски Венац на западе. Община лежит по большей части в пространстве между тремя бульварами: бульваром Освобождения, Южным бульваром и бульваром короля Александра.
Стоит различать современную общину Врачар и исторический район с тем же названием. Район делили на Восточный Врачар, который примерно занимает территорию современной общины, Западный Врачар, который приблизительно находится в границах современной общины Савски Венац, и Большой Врачар, который сегодня известен как Звездара, однако местное сообщество Врачарско Поле (серб. Врачарско поље) сохранило свое название в пределах общины Звездара.

## Исторические районы
Община Врачар занимает маленькую площадь, некоторые её районы охватывают всего одну-две улицы:
- Восточный Врачар
- Градич Пэйтон
- Грантовац
- Енглезовац
- Каленич
- Крунски Венац
- Неимар
- Савинац
- Славия
- Цветни Трг
- Црвени Крст
- Чубура

## Население
| Год  | Население (человек) |
| ---- | ------------------- |
| 1961 | 88 422              |
| 1971 | 84 291              |
| 1981 | 78 862              |
| 1991 | 64 082              |
| 2001 | 58 893              |
| 2002 | 58 166              |
| 2003 | 57 365              |
| 2004 | 56 923              |
| 2005 | 56 499              |
| 2006 | 56 053              |
| 2007 | 55 880              |
| 2011 | 56 333              |
| 2022 | 55 406              |

| Народность                | Национальный состав согласно переписи 2022 года | Национальный состав согласно переписи 2022 года |
| Народность                | Человек                                         | %                                               |
| ------------------------- | ----------------------------------------------- | ----------------------------------------------- |
| Сербы                     | 45 331                                          | 81,82 %                                         |
| Югославы                  | 859                                             | 1,55 %                                          |
| Русские                   | 476                                             | 0,86 %                                          |
| Черногорцы                | 370                                             | 0,67 %                                          |
| Хорваты                   | 150                                             | 0,27 %                                          |
| Македонцы                 | 117                                             | 0,21 %                                          |
| Цыгане                    | 108                                             | 0,19 %                                          |
| Горанцы                   | 90                                              | 0,16 %                                          |
| Словенцы                  | 74                                              | 0,13 %                                          |
| Муслимане                 | 46                                              | 0,08 %                                          |
| Боснийцы                  | 45                                              | 0,08 %                                          |
| Венгры                    | 29                                              | 0,05 %                                          |
| Румыны                    | 25                                              | 0,05 %                                          |
| Региональная идентичность | 52                                              | 0,09 %                                          |
| Остальные                 | 580                                             | 1,05 %                                          |
| Неизвестно / Не указано   | 7054                                            | 12,73 %                                         |
| Всего                     | 55 406                                          | 100 %                                           |